# Playas de San Telmo
Las playas de San Telmo eran unas playas localizadas en la zona sur de Jerez de la Frontera (Andalucía, España).

## Origen
La zona sur, desde el punto de vista de la orografía, fue un entrante del estuario del río Guadalete, cuando, antes de su sedimentación, su desembocadura se producía entre Jerez de la Frontera y El Portal. 
La conexión entre el lago Ligustino, donde antiguamente desembocaba el río Guadalquivir, y el estuario del río Guadalete, se hacía en la zona sur de la ciudad, dando pie a las playas de San Telmo. Dichas playas tenían forma de escotadura y permitía la navegación de pequeñas embarcaciones desde la Ermita de San Telmo, donde se creó a finales de la Edad Media la Cofrafía de Marineros. Esta Ermita dio nombre a las playas.

## Resultados
Algunos historiadores defienden la teoría de la construcción por parte de los cartaginenses, en la zona superior de la ermita, desde donde se contemplaba y vigilaba la conexión fluvial del lago y el río, la “Turris Lacustana,” (torre del lago), lo que originaría la ciudad del Lago, donde actualmente se encuentra Jerez de la Frontera.
En dicha zona se edificó posteriormente el Balneario de San Telmo, y se planificó la construcción del Puerto de San Telmo.